# إديث وولف
إديث وولف هي منافسة ألعاب القوى سويسرية، ولدت في 30 يوليو 1972 في لوسرن في سويسرا.

## وصلات خارجية
- إديث وولف على موقع Paralympic.org (الإنجليزية)
- إديث وولف على موقع IPC.InfostradaSports.com (مؤرشف) (الإنجليزية)
- إديث وولف على موقع أوليمبيديا (الإنجليزية)